# 圖伊拉髯甲鯰
圖伊拉髯甲鯰，為輻鰭魚綱鯰形目甲鯰科的其中一種，為熱帶淡水魚，分布於中美洲巴拿馬Tuira河流域，體長可達35.5公分，棲息在底層水域，生活習性不明。

## 扩展阅读
維基物種上的相關：圖伊拉髯甲鯰